# Municipio de Boardman (Míchigan)
El municipio de Boardman (en inglés: Boardman Township) es un municipio ubicado en el condado de Kalkaska en el estado estadounidense de Míchigan. En el año 2010 tenía una población de 1530 habitantes y una densidad poblacional de 16,3 personas por km².

## Geografía
El municipio de Boardman se encuentra ubicado en las coordenadas 44°38′46″N 85°15′46″O / 44.64611, -85.26278. Según la Oficina del Censo de los Estados Unidos, el municipio tiene una superficie total de 93.84 km², de la cual 93,37 km² corresponden a tierra firme y (0,5 %) 0,47 km² es agua.

## Demografía
Según el censo de 2010, había 1530 personas residiendo en el municipio de Boardman. La densidad de población era de 16,3 hab./km². De los 1530 habitantes, el municipio de Boardman estaba compuesto por el 97,25 % blancos, el 0,46 % eran afroamericanos, el 1,24 % eran amerindios, el 0,13 % eran asiáticos y el 0,92 % eran de una mezcla de razas. Del total de la población el 0,59 % eran hispanos o latinos de cualquier raza.